# Eriberto Medeiros
José Eriberto Medeiros (Recife, 26 de setembro de 1965) é um político brasileiro filiado ao Partido Socialista Brasileiro (PSB). Foi deputado estadual e presidente da Assembléia Legislativa de Pernambuco (Alepe), assumindo pela primeira vez em um mandato-tampão devido a morte de Guilherme Uchoa. Foi reeleito presidente da Assembleia em 2019 e 2020. Em 2022 foi eleito deputado federal. 
Foi vereador de Recife entre 2001 e 2006, atuando em diversas comissões e como 3° secretário da comissão executiva da câmara. É deputado estadual desde 2007, exercendo o seu quarto mandato consecutivo, atuando três vezes como 4° secretário da mesa diretora da Alepe. Foi o presidente do PTC de Pernambuco durante 11 anos. Sua esposa, Mariana Medeiros e seu filho, Eriberto Rafael, também exercem cargos políticos.

## Vida pessoal
Eriberto Medeiros fez bacharelado em direito pela Unicap até 1995, ano em que se formou. É um representante de Pernambuco na Diretoria Nacional da União Nacional dos Legisladores e Legislativos Estaduais (Unale) e atua como funcionário público desde 1987.
A sua esposa, Mariana Medeiros, é prefeita da cidade de Cumaru desde 2016. Mariana também é a primeira prefeita mulher na história da cidade, ganhou com a maior diferença de votos que já ocorreu em uma eleição municipal local e é filha de um ex-prefeito. O filho de Eriberto Medeiros, Eriberto Rafael, também atua na política, sendo vereador de Recife desde 2013.
Eriberto sofreu um acidente de carro em 2016. O acidente ocorreu por volta das 23h do dia 6 de março; o carro em que ele estava capotou na rodovia PE-050, perto de uma fábrica da Sadia, em Vitória de Santo Antão, na Zona da Mata. Havia óleo na pista na hora do acidente, o que fez o carro capotar e bater em uma mureta. Dentro do carro estavam Eriberto, sua esposa e um motorista; ninguém se feriu gravemente, ocorreram somente ferimentos leves e, segundo Eriberto, o médico recomendou apenas repouso.

## Carreira política
Foi vereador de Recife durante dois mandatos, concorrendo em 2000 e em 2004. Durante os seus mandatos como vereador, atuou nas comissões de legislação e justiça, finanças, segurança Pública, e ética parlamentar, sendo também o 3º secretário da Comissão Executiva da Câmara Municipal do Recife.
Concorreu pela primeira vez nas eleições para deputado estadual em 2006. Dentro da Alepe, foi eleito três vezes quarto-secretário da Mesa Diretora e foi líder da bancada do PTC, sendo também o presidente do mesmo partido no Estado durante 11 anos. Além disso, foi integrante das Comissões de ética, de assuntos internacionais e de finanças, orçamento e tributação.
Após se desfiliar do PTC e se filiar ao Progressistas em abril de 2018, Eriberto chegou a lançar candidatura para deputado federal nas eleições do mesmo ano, mas tomou a decisão de renunciar a essa candidatura e terminou concorrendo a mais um mandato de deputado estadual. Em 2022 foi candidato à deputado federal pelo PSB e foi eleito.

## Presidente da Alepe
Após a morte de Guilherme Uchoa, em 3 de julho de 2018, a função de presidente da Assembléia Legislativa foi ocupada interinamente pelo deputado conhecido como Pastor Cleiton Collins (PP), na época vice-presidente da casa; este decretou eleições para a presidência da Assembléia Legislativa para 1º de agosto de 2018. Inicialmente, Cleiton Collins era considerado um possível candidato a essa eleição, mas ele decidiu abrir mão da candidatura.
Eriberto foi eleito presidente da Alepe e tomou posse ainda no dia 1º de agosto. Além dele, outro deputado lançou uma candidatura, Edilson Silva (então do PSOL), que obteve apenas um voto, contra dois votos em branco, seis votos nulo e quarenta de Medeiros. Em fevereiro de 2019, Eriberto foi o único candidato para a presidência da Assembléia Legislativa, obtendo 42 votos. Em dezembro de 2020, se candidatou a reeleição para a presidência da Alepe. Ele venceu novamente com 31 votos, contra catorze para Álvaro Porto (PTB) um voto branco e um voto nulo. Como foi para a Câmara dos Deputados, Eriberto deixou de ser presidente da Alepe, Álvaro Porto foi eleito para sucedê-lo, agora pelo PSDB.